# Milena Titoneli
Milena Titoneli Guimarães (São Caetano do Sul, 6 de agosto de 1998) é uma competidora brasileira de taekwondo.

## Carreira
Começou a praticar taekwondo em 2012. Já em 2014, competiu nos Jogos Olímpicos da Juventude. Em 2018, conquistou a medalha de bronze no Campeonato Pan-Americano em Spokane, nos Estados Unidos.
Em 2019, conquistou a medalha de bronze no Campeonato Mundial realizado em Manchester, na Inglaterra. Conquistou a medalha de ouro nos Jogos Pan-Americanos do mesmo ano, em Lima, no Peru.
Milena disputou os Jogos Olímpicos de 2020, realizados em 2021 em Tóquio, no Japão. Chegou até a disputa pela medalha de bronze, mas acabou derrotada pela marfinense Ruth Gbagbi.
Em 2022, obteve o bronze no Campeonato Mundial em Guadalajara.
Em 2024, perdeu a vaga para os Jogos Olímpicos de Verão de 2024 para Caroline Santos, que a havia superado no ranking mundial. Foi para os Jogos apenas pela competição por equipes que serviu como exibição, para possível inclusão em próximas edições.